# Rosa ‘Korschwill’
Rosa ‘Korschwill’, även kallad KORschwill, Korschwill and KORSCHWILL, är en kultivar av rosor. Den är medelhög och används för att ornamentalt täcka trädgårdsytor. Den lanserades på marknaden år 2010. Förutom sortnamnet Rosa ‘Korschwill’ och registreringsnamnet (kodnamnet) KORschwill, har kultivaren de registrerade handelsnamnen (synonymerna) Black Forest, Göte Haglund, Schloss Trauttmansdorff och Trauttmansdorff Castle, och American Exhibition Name (AEN) Black Forest Rose. Det svenska namnet Göte Haglund hedrar grundläggaren av Göteborgs rosarium.

## Ursprung
KORschwill drogs upp av Tim‑Herman Kordes för W. Kordes’ Söhne i Tyskland. Föräldraskapet är  registrerat som fröplanta × fröplanta, på engelska seedling × seedling, vilket innebär att härstamningen ej är väl känd, eller att de namnlösa fröplantornas föräldrar ej offentliggjorts av uppdragaren.

## Beskrivning
KORschwill är en floribundaros (American Rose Society horticulture class). Den medelstora blomman är mellanröd, har dubbla kronblad (17–25 stycken), och har ingen (eller svag) doft. Blommorna växer i små klasar, och bladen är skinande mörkgröna. KORschwill är mycket motståndskraftig mot sjukdomar.

## Utmärkelser
År 2019 tilldelades KORschwill guldmedalj och Marion de Boehme Award (Best Rose of the Trial and Australian Rose of the Year) av National Rose Society of Australia vid the National Rose Trial Garden of Australia. Rosen har tilldelats The Rose Hill Perpetual Challenge Bowl för "Best Floribunda of the Trial" i Förenta staterna. Det är en ADR‑ros (erkänd av Allgemeine Deutsche Rosenneuheitenprüfung för pesticid‑fri livskraft i kombination med estetiska kvaliteter och härdighet.